# ブリガンティン

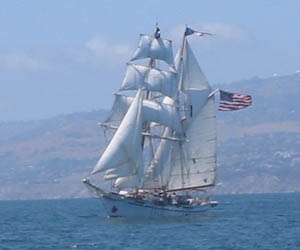
アービング・ジョンソン

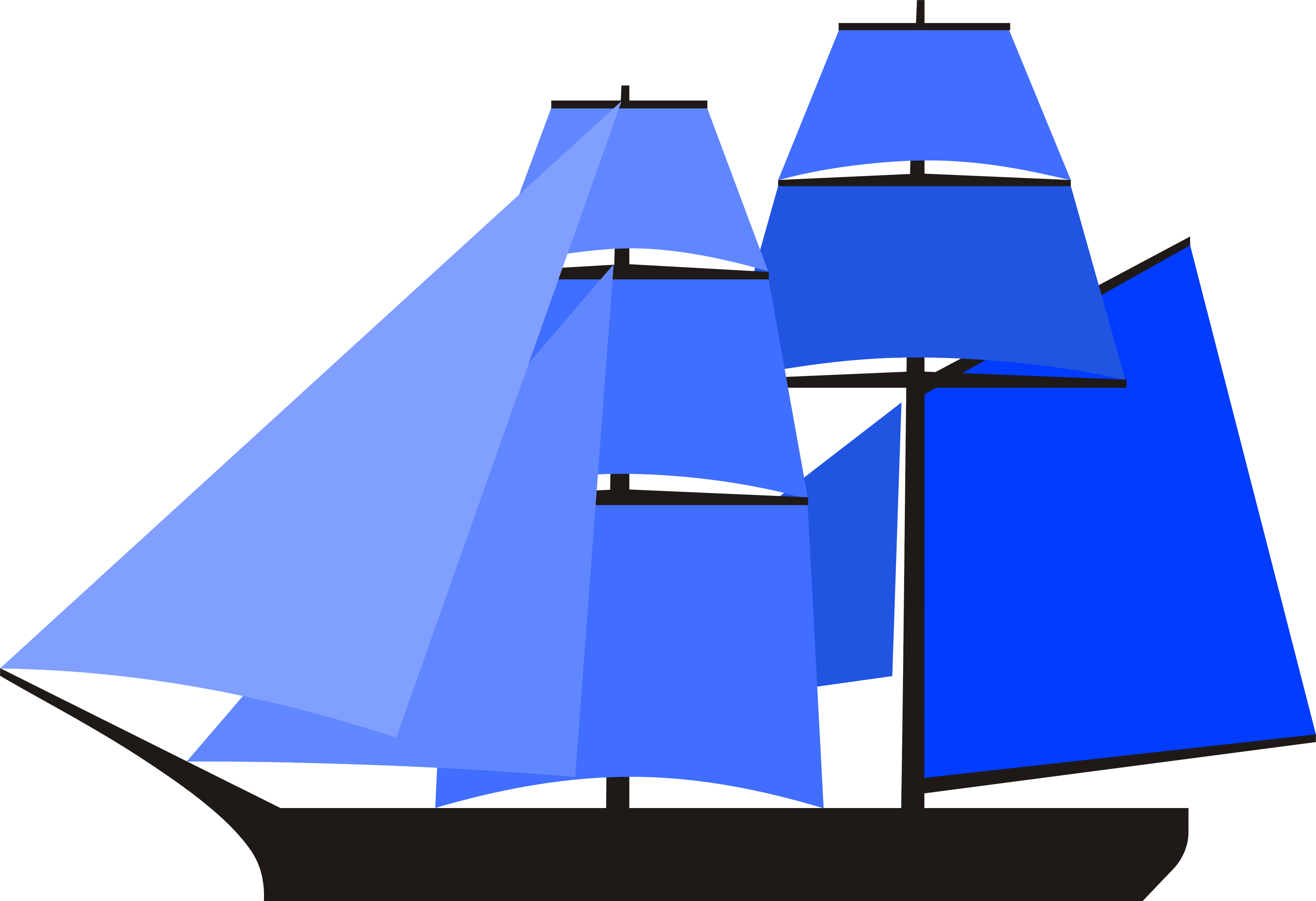
ブリガンティンの概念図

ブリガンティン（英: brigantine）は、2本のマストと横帆を持つ帆船。ブリッグとよく似ており同一視される場合もあるが、一般的にはメインセイルが横帆か縦帆かでブリッグとブリガンティンを区別する。

## 概要
「ブリガンティン」の名前は13世紀頃の地中海の海賊が好んだ小さな船が由来であり、イタリア語で「盗賊の船」を意味する『brigantino』が語源となっている。当時の「ブリガンティン」は2本のマストにラテンセイルを備え、8本から12本のオールが使用されていた。17世紀後半にイギリス海軍が用いた「ブリガンティン」と呼ばれる船は、帆とオールを持つ小さな船であることは共通していたが、2本マストにはともに横帆を備えていた。18世紀前半にはフォアセイルに横帆、メインセイルに縦帆を持つ現代の形状が完成した。
なお、「ブリガンティン」の定義としては「ブリッグ」と共通する部分があり、1780年に出版されたウィリアム・ファルコナーの「海事辞典（Universal Dictionary of the Marine）」では、ブリッグとブリガンティンを以下のように定義している。
一方でオックスフォード英語辞典（1720年版から1854年版）では、ブリッグとブリガンティンを同一視ししながらも別の意味として、以下のように定義している。

## ハーマフロダイトブリッグ
ブリッグと同様に2本のマストを持ち、フォアマストに横帆を、メインマストにスクーナータイプの縦帆を持つ。基本的にブリガンティン型の帆装の類型だが、ブリッグ型とスクーナー型の帆装の特徴を混合して有するとされることから、雌雄同体（ハーマフロダイト、hermaphrodite）と例えられ、また2種の中間的な意味からブリッグスクーナー（brig-schooner）とも呼ばれる。
メインマストのコースセイルが縦帆であればトップセイルより上の帆の種類は問わないブリガンティンに対して、ハーマフロダイトブリッグのメインマストは基本的に全てが縦帆である点で区別は可能である。アメリカにおいては単にブリガンティンと言った場合、ハーマフロダイトブリッグのことを指す。現存するハーマフロダイトブリッグは少なく、イギリスが保有するEye of the Windが挙げられる。

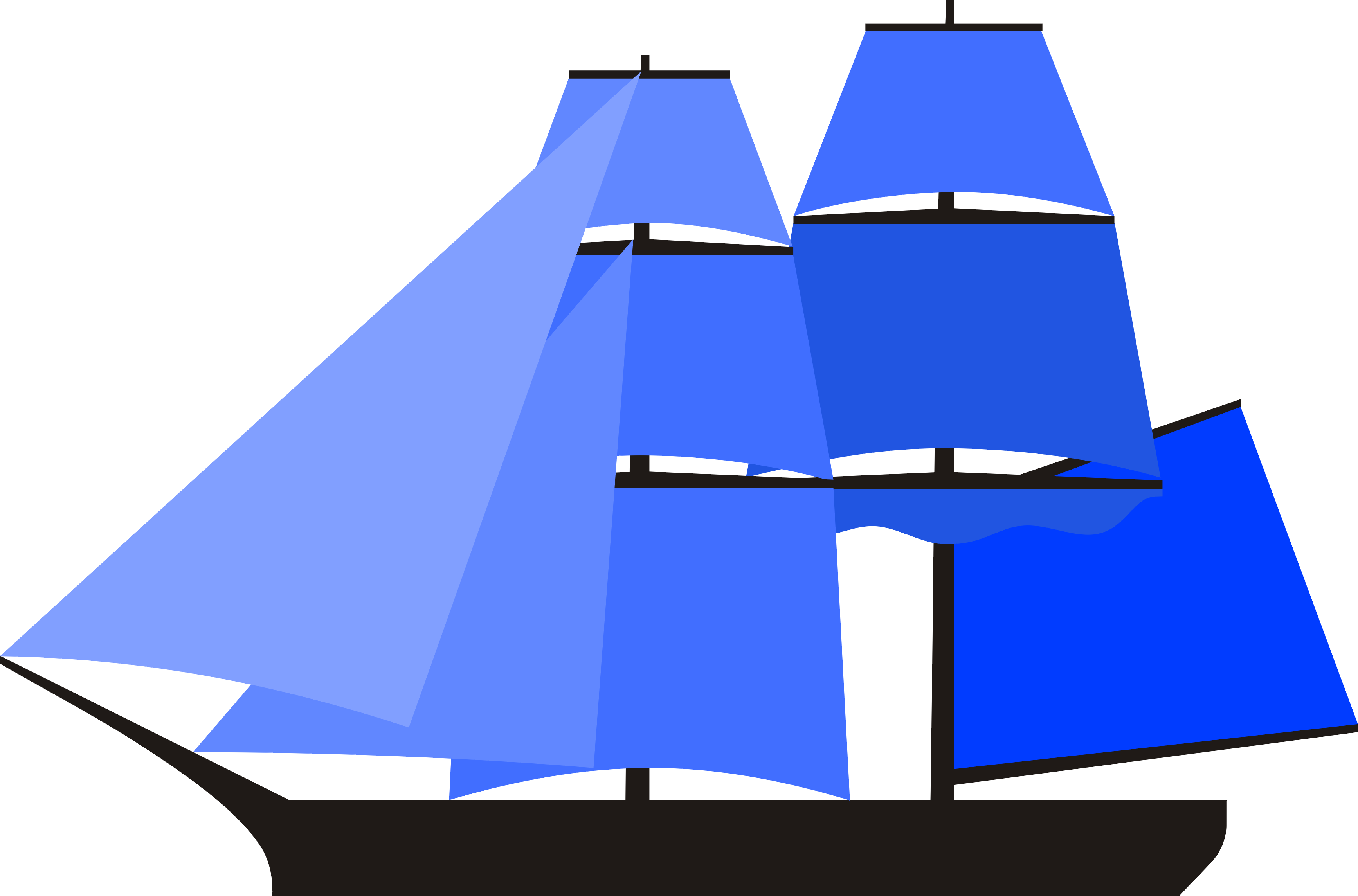
ブリッグ
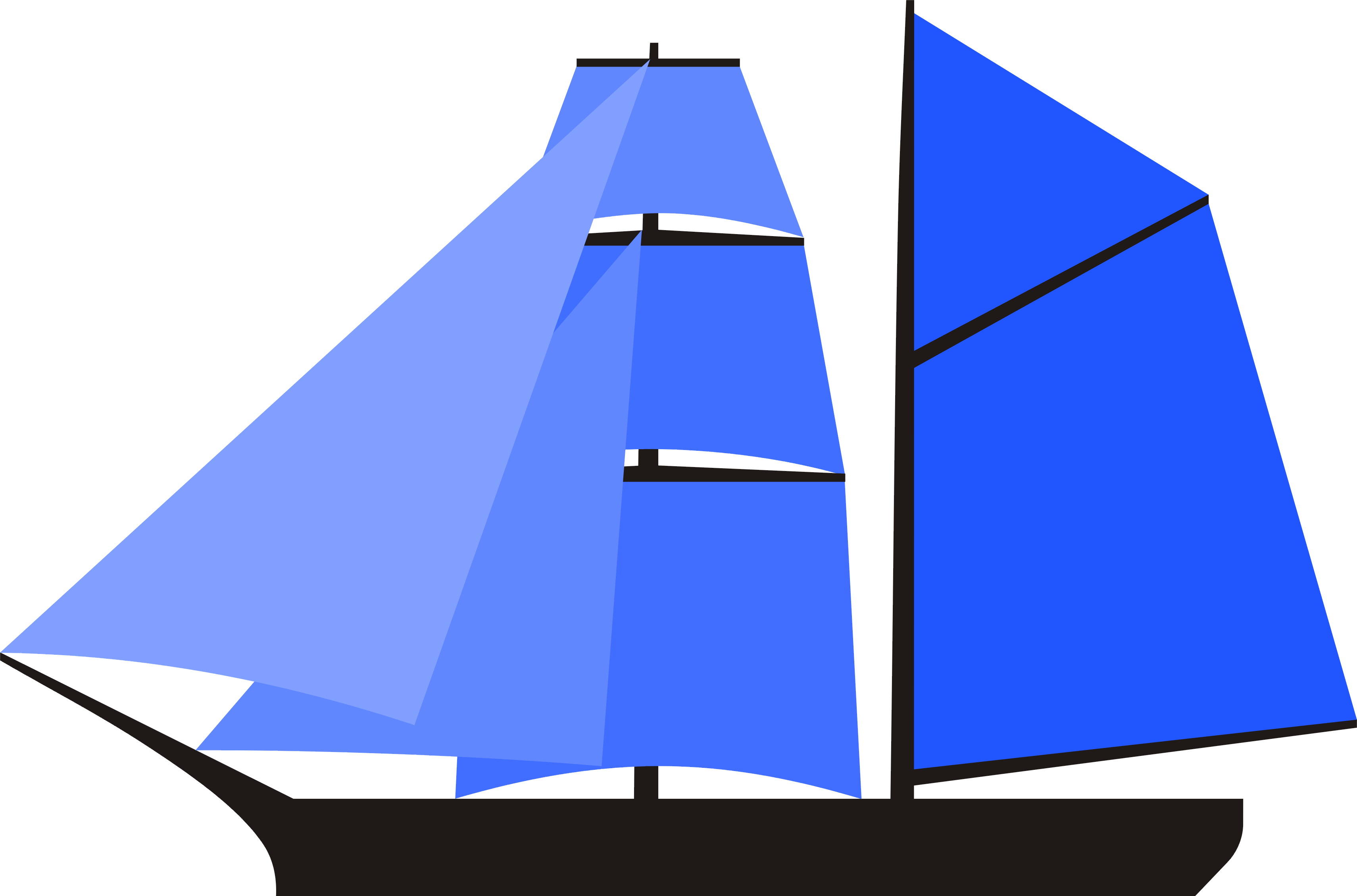
ハーマフロダイトブリッグ
スクーナー